# Îles Pribilof
Les îles Pribilof (en russe : archipel Kotovi) sont un archipel de l'Alaska, formé de 4 îles volcaniques. Elles constituent un archipel indépendant et sont situées dans la mer de Béring, à environ 300 km au nord de l'île aléoutienne d'Unalaska et 300 km au sud du cap Newenham, point continental le plus proche de la côte de l'Alaska.  (longitude 170° Ouest, latitude 57° Nord).
Découvertes en 1788 par le Russe Gavriil Pribylov, elles sont connues par leurs importantes nurseries d'otarie à fourrure du Nord et comme lieu d'observation de très nombreuses espèces d'oiseaux marins.

## Géographie
Les 4 îles sont :
- l'île Saint-Paul
- l'île Saint-George
- l'île Otter (ou île de la Loutre)
- l'île Walrus (ou île du Morse).

Leur superficie totale est de 200 km2 au relief principalement montagneux, couvert de toundra et de prairies, avec une population de 600 habitants principalement concentrée dans chacun des deux villages éponymes des deux îles principales de l'archipel, séparées de 70 km :
- Saint-Paul (nommée ainsi car découverte le jour de la fête Saint Pierre et Saint Paul). Les petites îles Otter et Walrus sont à proximité de l'île. L'île mesure 18 km de long pour 10 de large. Aujourd'hui, le bourg de Saint Paul a une population de 500 habitants environ. L'économie dépend principalement de la pêche annuelle du « crabe des neiges » et des prises de flétans. Il existe des activités de support aux navires variés fréquentant la mer de Béring. Mais l'administration américaine contribue aussi à cette économie avec l'US Coast Guard qui maintient une base et une station LORAN à Saint-Paul. Le National Weather Service, le service météorologique américain entretient une station sur l'île et la National Oceanic and Atmospheric Administration y est également présente.

- Saint-George (probablement nommée du nom du navire de Pribilof). L'île a une population plus réduite d'environ 150 habitants dont beaucoup sont parents. Comme l'île Saint-Paul, l'île a une population en majorité aléoute. Son économie est similaire à celle de Saint-Paul.

Le climat est un climat subarctique, très brumeux. Les températures n'excèdent pas 12-13° en été.

## Histoire
Découvertes par Joan Synd en 1767, ces îles furent explorées en 1786 ou 1788 par Gavriil Pribylov qui y découvrit les immenses nurseries de l'otarie à fourrure du Nord (Callorhincus ursinus) pour lesquelles elles devinrent célèbres et qui font qu'elles étaient par le passé également connues sous le nom d' îles des otaries à fourrure. Appartenant d'abord à la Russie, elles devinrent américaines avec l'achat de l'Alaska par les États-Unis en 1867.
De 1870 à 1890, le gouvernement américain concéda les îles à l'Alaska Commercial Company. De 1890 jusqu'en 1910, la North American Commercial Company détint le monopole de la chasse à l'otarie sur l'archipel mais cette industrie se réduisit considérablement avec l'interdiction de la pêche pélagique.
En 1948, le film L'Île aux phoques tourné l'année précédente sur les îles Pribilof sort aux États-Unis, produit par les Studios Disney.
Après le Fur Seal Act de 1966, la chasse de l'otarie est interdite sur l'archipel, à l'exception d'une chasse de subsistance pour les Amérindiens, les Aléoutes et les Esquimaux qui vivent sur l'archipel.
Pendant la Seconde Guerre mondiale, la population des îles Pribilof a été évacuée, comme celles des îles Aléoutiennes, sur décision du gouvernement américain. Elle a alors été placée dans des camps d'internement du sud-est de l'Alaska où beaucoup moururent. En 1988, le Congrès des États-Unis vota l'Aleut Restitution Act qui peut être considéré comme une reconnaissance et un dédommagement pour les survivants.

## Ornithologie
Les îles Pribilof sont réputées être un paradis pour l'observation des oiseaux. Elles abritent de nombreuses espèces que l'on ne peut observer ailleurs. Plus de 240 différentes espèces d'oiseaux ont été répertoriées sur l'archipel et on estime à 2 millions les nidifications d'oiseaux marins chaque année. En site d'observation, Saint-Paul est connue pour sa très haute falaise, le Ridge Wall, qui surplombe la mer de Béring.